# Dehab Faytinga
Faytinga, née en 1962, est une chanteuse et musicienne de l'Érythrée. Issue par son père du peuple kunama, elle est mêlée, encore adolescente et pendant plus d'une dizaine d'années, à la guerre d'indépendance de l'Érythrée, suivant en cela les traces de ce père. Puis elle se consacre à  la création artistique, intégrant la tradition musicale du peuple kunama, participant à une troupe folklorique puis se lançant en artiste solo, et s'appuyant sur les œuvres contemporaines de poètes et compositeurs érythréens.

## Biographie
Née Dahab Faid Tinga en 1962, à Asmara, Faytinga est également connue comme Dehab Faytinga. Son père, Faïd Tinga, est un notable, un important propriétaire et une personnalité respectée du peuple kunama. Mais c'est aussi un héros de la lutte contre les Italiens, contre les Britanniques, puis contre les Éthiopiens,,.
En 1977, à l'âge de quatorze ans, elle rejoint à son tour la lutte de libération, et elle devient une combattante au cours de la guerre d'indépendance de l'Érythrée, jusqu'à l'indépendance en 1991,,. Après avoir côtoyé des membres du Front populaire de libération de l'Érythrée et ses dirigeants, dont le futur président Issayas Afeworki, et avoir mis son talent de chanteuse au service de la cause nationaliste, elle revient à la vie civile et est affectée au ministère de l'administration publique. Elle vit deux mois chez sa mère, puis s'installe dans une grande maison, à Asmara, où elle élève seule ses trois enfants. En 1987, elle commence à travailler avec le Ministère de l'Orientation Nationale pour configurer les programmes radio en langue Kunama. Elle rejoint ensuite une troupe culturelle comme chanteuse de langue Kunama. À la fin des années 1980, elle est réaffectée à l'administration publique du département de Kassala, au Soudan et, plus tard, à Tokombia, où elle est élue membre de l'assemblée de l'Union nationale des femmes érythréennes du district de Tokombia.
En 1990, Faytinga fait une tournée aux États-Unis et en Europe en tant que membre de La Troupe folklorique nationale de l’Érythrée appelé le Sibrit Cultural Troupe. Après avoir sorti un premier album, Sala Da Goda, sur bande, elle revient pour la première fois en tant qu'artiste solo en 1995. En 1999, elle participe au festival Africolor en France, et peut enregistrer l'album Numey, bénéficiant de la  vogue de la World music ,. Faytinga compose ses propres chansons et interprète aussi le travail de poètes et de compositeurs de l'Érythrée. Elle joue également du krar, instrument traditionnel qui ressemble à une petite lyre. Le CD de l'album Numey bénéficie d'une sortie internationale à Paris. Toutes les chansons de cet album sont dans la langue de son pays natal, le Kunama, qui appartient à la famille nilo-saharienne. Elle n'hésite pas dans les festivals de World Music à côtoyer les artistes éthiopiens « au nom de l'art et de la musique », malgré la situation conflictuelle entre les deux pays.
En 2003, Faytinga sort son deuxième album « Érythrée ». Outre le krar et wata, elle y utilise également la guitare, la flûte, et les percussions. Elle devient une sorte d'ambassadrice culturelle de son pays. Elle participe notamment à l'Expo 2005 à Aichi, au Japon et à Exposition universelle de 2010 à Shanghai, en  Chine. Elle participe également au Sommet de la Terre 2002 tenu à Johannesburg, en Afrique du Sud Elle collabore avec d'autres artistes tels que le groupe de Ouï-Dire dans une tentative de mixage de voix, de musique et de culture de différents continents,. Elle quitte finalement l’Érythrée, pays de plus en plus isolé et soumis à la dictature des anciens membres de l'armée de libération entourant Issayas Afeworki, pour s'installer à Nyon, en Suisse, et se consacrer entièrement à la musique, parcourant les scènes dans le monde entier,.
Faytinga a développé un style spécifique,. Le 30 août 2004, dans un entretien avec Joël Sauvage pour le magazine La Voix, elle déclare : « je chante la paix, l'amour et les relations humaines. La guerre, les conflits et  d'autres perturbations n'ont apporté aucun changement positif pour l'Afrique, mais provoqué une crise des réfugiés, des souffrances, des agonies, de l'inconfort et des difficultés économiques. J'apporte une musique d'espoir pour le peuple ».

## Autres engagements
Faytinga est l'un des premiers artistes de l'Érythrée engagés dans le soutien des personnes vivant avec le VIH et le SIDA. Elle a participé plusieurs fois à la Journée mondiale de lutte contre le sida. Elle s'est également produite à l'occasion de l'ouverture de l'Exposition Rompre le silence autour de la violence sexiste le 10 décembre 2013 à l'ONUSIDA à Genève.

## Discographie

### Albums
- Numey [23] - Cobalt Records, 2 janvier 2000. Les titres de cet album sont : Numey, Milobe, Amajo, Lagàla Fàla Fesso, Kundura, Aleyda, Alemuye, Milomala;, Asàmen Gàna, Salada Goda.
- Eritrea (L'Érythrée) [24]- Cobalt Records, le 1er novembre 2003. Les titres de cet album sont : Goda Anna, Hakuma Tia, Degsi, Leledia, Eritrea, Amajo, Laganga;, Alemuye, Taham Bele, Sema 'Ett;, Buba.